# Шишкань (Вранча)
Шишкань, Шишкані (рум. Șișcani) — село у повіті Вранча в Румунії. Адміністративно підпорядковане місту Аджуд.
Село розташоване на відстані 208 км на північний схід від Бухареста, 50 км на північ від Фокшан, 116 км на південь від Ясс, 104 км на північний захід від Галаца, 132 км на північний схід від Брашова.

## Населення
За даними перепису населення 2002 року у селі проживали 819 осіб. Усі жителі села рідною мовою назвали румунську.
Національний склад населення села:
| Національність | Кількість осіб | Відсоток |
| -------------- | -------------- | -------- |
| румуни         | 814            | 99,4%    |
| цигани         | 5              | 0,6%     |